# Liste der Naturdenkmale in Ludwigslust
In der Liste der Naturdenkmale in Ludwigslust werden die Einzel-Naturdenkmale und Flächennaturdenkmale aufgeführt, welche sich in der zum Landkreis Ludwigslust-Parchim (Mecklenburg-Vorpommern) gehörenden Stadt Ludwigslust befinden. Es handelt sich um eine Teilliste der Liste der Naturdenkmale im Landkreis Ludwigslust-Parchim.

## Naturdenkmale
Im Stadtgebiet befinden sich Stand 2025 die folgenden zwölf Bäume, die als Naturdenkmale geschützt sind. Des Weiteren führt die Liste vier ehemalige Naturdenkmale auf. 

| Bild            | Nr. | Bezeichnung | Standort                                                 | Beschreibung                            | Schutzzweck | Verordnung |
| --------------- | --- | ----------- | -------------------------------------------------------- | --------------------------------------- | ----------- | ---------- |
| BW              | 21  | Eiche       | Ludwigslust (53° 18′ 58,2″ N, 11° 29′ 59,1″ O)           |                                         |             | [ 1 ]      |
| BW              | 22  | Buche       | Ludwigslust (53° 19′ 27,3″ N, 11° 29′ 53,7″ O)           | Der Schutzstatus wurde 2004 aufgehoben. |             | [ 1 ]      |
| BW              | 24  | Buche       | Ludwigslust (53° 19′ 20,1″ N, 11° 29′ 15″ O)             | Der Schutzstatus wurde 2017 aufgehoben. |             | [ 1 ]      |
| BW              | 25  | Platane     | Ludwigslust (53° 19′ 22,3″ N, 11° 29′ 14″ O)             |                                         |             | [ 1 ]      |
| BW              | 26  | Eiche       | Ludwigslust (53° 19′ 47,1″ N, 11° 29′ 32,7″ O)           |                                         |             | [ 1 ]      |
| BW              | 27  | Eiche       | Ludwigslust (53° 19′ 56,7″ N, 11° 29′ 37,4″ O)           |                                         |             | [ 1 ]      |
| BW              | 28  | Eiche       | Ludwigslust (53° 19′ 53,6″ N, 11° 30′ 32,9″ O)           | Der Schutzstatus wurde 2017 aufgehoben. |             | [ 1 ]      |
| BW              | 29  | Buche       | Ludwigslust (53° 19′ 36,1″ N, 11° 29′ 40,8″ O)           |                                         |             | [ 1 ]      |
| Fotos hochladen | 30  | Eiche       | Ludwigslust (53° 19′ 16,1″ N, 11° 29′ 50,9″ O)           |                                         |             | [ 1 ]      |
| BW              | 31  | Eiche       | Ludwigslust (53° 20′ 2,3″ N, 11° 30′ 34,3″ O)            |                                         |             | [ 1 ]      |
| BW              | 34  | Eiche       | Ludwigslust Techentin (53° 18′ 27,5″ N, 11° 29′ 43,7″ O) |                                         |             | [ 1 ]      |
| BW              | 35  | Eiche       | Ludwigslust Techentin (53° 18′ 30,7″ N, 11° 29′ 51,1″ O) |                                         |             | [ 1 ]      |
| BW              | 36  | Eiche       | Ludwigslust Techentin (53° 18′ 27,1″ N, 11° 29′ 45,7″ O) |                                         |             | [ 1 ]      |
| BW              | 89  | Eiche       | Ludwigslust Glaisin (53° 16′ 39,3″ N, 11° 21′ 59,3″ O)   |                                         |             | [ 1 ]      |
| BW              | 90  | Linde       | Ludwigslust Kummer (53° 19′ 50,9″ N, 11° 23′ 58,2″ O)    |                                         |             | [ 1 ]      |
| BW              | 91  | Buche       | Ludwigslust Glaisin (53° 16′ 45″ N, 11° 22′ 59,5″ O)     | Der Schutzstatus wurde 2017 aufgehoben. |             | [ 1 ]      |

## Flächennaturdenkmale
Es gibt mit Stand 2022 drei Flächennaturdenkmale in Ludwigslust.

| Bild                                    | Nr.         | Bezeichnung                             | Standort                                               | Beschreibung | Schutzzweck | Verordnung                                                             |
| --------------------------------------- | ----------- | --------------------------------------- | ------------------------------------------------------ | --- | ----------- | ---------------------------------------------------------------------- |
| Direkt Bild zu diesem Denkmal hochladen | fnd_lwl_060 | Arnika-Standort in der Gemeinde Glaisin | Ludwigslust Glaisin ()                                 | Die genaue Lage der 1,8058 ha großen Fläche wird nicht veröffentlicht. Das Arnikavorkommen wurde im Jahr 2011 durch die Untere Naturschutzbehörde des Landkreises Ludwigslust kontrolliert. |             | Beschluss des Rates des Kreises Ludwigslust Nr. 72-9/62 vom 05.02.1962 |
| BW                                      | fnd_lwl_066 | Glaisin - Baumbestand mit Burgwall      | Ludwigslust Glaisin (53° 16′ 50,3″ N, 11° 20′ 45,9″ O) | Es wurde eine Fläche von 0,25 ha ermittelt. |             |                                                                        |
| BW                                      | fnd_lwl_067 | Glaisin - Hügel mit Grab                | Ludwigslust Glaisin (53° 16′ 13″ N, 11° 21′ 21,7″ O)   | Es wurde eine Fläche von 0,16 ha ermittelt. |             |                                                                        |